# IPAC
International Particle Accelerator Conference (IPAC) — крупнейшая международная научная конференция в области физики ускорителей. Конференция была впервые проведена в 2010 году в Киото, в результате слияния трёх региональных конференций: американской Particle Accelerator Conference (PAC), European Particle Accelerator Conference (EPAC) и Asian Particle Accelerator Conference (APAC). Конференция проводится ежегодно, с ротацией места проведения по частям света: Азия, Европа, Америка. В конференции принимают участие свыше 1000 учёных. Все материалы конференций публикуются в открытом доступе на портале Joint Accelerator Conferences Website (JACoW), поддерживаемом силами ЦЕРН.

## География
- 2010 Киото, Япония,
- 2011 Сан-Себастьян, Испания,
- 2012 Новый Орлеан, США,
- 2013 Шанхай, Китай,
- 2014 Дрезден, Германия,
- 2015 Ньюпорт-Ньюс, США,
- 2016 Бусан, Корея,
- 2017 Копенгаген, Дания,
- 2018 Ванкувер, Канада,
- 2019 Мельбурн, Австралия,
- 2020 Кан (онлайн), Франция,
- 2021 (онлайн), Бразилия,
- 2022 Накхонратчасима, Таиланд,
- 2023 Венеция, Италия,
- 2024 Нашвилл, США,
- 2025 Тайпэй, Тайвань,
- 2026 Довиль,
- 2027 Детройт, США
- 2028 Токио, Япония
- 2029 Ливерпуль, Великобритания